# جو روبسون
جو روبسون (بالإنجليزية: Joe Robson)‏ (26 أكتوبر 1899 في المملكة المتحدة - 1961) هو لاعب كرة قدم بريطاني (وحمل سابقاً جنسية المملكة المتحدة لبريطانيا العظمى وأيرلندا) في مركز نصف الجناح. لعب مع نادي روتشديل ونادي ساوثيند يونايتد ولينكولن سيتي أف سي ودورهام سيتي ‏ ونادي ساوث شيلدز ‏.